# Lafayette County (Mississippi)
 For alternative betydninger, se Lafayette County. (Se også artikler, som begynder med Lafayette County)
Lafayette County er et county i den amerikanske delstat Mississippi.
34°22′N 89°29′V / 34.36°N 89.49°V